# Calamaria joloensis
Calamaria joloensis este o specie de șerpi din genul Calamaria, familia Colubridae, descrisă de William Randolph Taylor în anul 1922. Conform Catalogue of Life specia Calamaria joloensis nu are subspecii cunoscute.